# Чирцов, Александр Сергеевич
Алекса́ндр Серге́евич Чирцо́в (род. 26 февраля 1959, Ленинград, СССР) — советский и российский физик. Кандидат физико-математических наук, доктор технических наук, доцент. По мировоззрению — материалист.

## Биография
Родился 26 февраля 1959 года в Ленинграде.
В 1976 году окончил физико-математическую школу № 30 Ленинграда.
В 1982 году с отличием окончил физический факультет ЛГУ имени А. А. Жданова по специальности «физика». Учился на одном курсе с протоиереем К. В. Копейкиным. Во время учёбы уже на втором курсе начал работать в лаборатории интерференционной спектроскопии под руководством А. М. Шухтина, В. С. Рудакова и А. В. Ляпцева. Здесь же его наставником был В. Г. Мишаков, с которым их в дальнейшем связала крепкая дружба.
В 1982—1986 годах — старший лаборант физического факультета ЛГУ имени А. А. Жданова.
В 1986—1989 годах — младший научный сотрудник Научно-исследовательского института физики при ЛГУ имени А. А. Жданова.
В 1989 году защитил диссертацию на соискание учёной степени кандидата физико-математических наук по теме «Переходы между возбужденными уровнями атомов гелия и кадмия при столкновении с электронами» (специальность 01.04.05 — оптика).
С 1989 года — ассистент, старший преподаватель и доцент кафедры общей физики СПбГУ. Читает курсы лекций по таким предметам, как «Атомная спектроскопия», «Введение в физику плазмы», «Волновая оптика», «Квантовая теория атомных спектров», «Классическая и релятивистская механика», «Концепции современного естествознания» и «Электродинамика».
В 2000—2011 годах — декан физического факультета СПбГУ.
С 2010 года является координатором образовательной программы «прикладные математика и физика» на физическом факультете СПбГУ.
С 2011 года — проректор по инновационной деятельности ПсковГУ. Также является советником при ректорате ПсковГУ.
В 2014 году в Университете ИТМО защитил диссертацию на соискание учёной степени доктора технических наук по теме «Методы и средства автоматизации разработки электронных образовательных ресурсов для вариативного изучения физики» (специальность 05.13.06 — автоматизация и управление технологическими процессами  и производствами (образование)). Научный консультант — доктор технических наук, профессор С. К. Стафеев. Официальные оппоненты — доктор физико-математических наук, профессор В. Н. Троян,  доктор технических наук, профессор Ю. Б. Синиченков и доктор технических наук, профессор А. И. Водяхо. Ведущая организация — Национальный минерально-сырьевой университет «Горный».
С 2016 года — преподаватель физики Президентского физико-математического лицея № 239.
С 2018 года — профессор физико-технического факультета мегафакультета фотоники Университета ИТМО.
Профессор кафедры ЮНЕСКО «Образование в поликультурном обществе» РГПУ имени А. И. Герцена.
Профессор и заведующий кафедрой физики СПбГЭТУ «ЛЭТИ» имени В. И. Ульянова (Ленина).
Был приглашённым лектором в Инчхонском национальном университете.
Член Президиумов Учебно-методического Объединения по направлениям: «Физика», «Прикладные математика и физика», член Учёного совета факультета свободных искусств и наук СПбГУ, член Учёного совета факультета медицинских технологий СПбГУ, член организационного комитета постоянной Международной конференции «Физика в системе современного образования» проходящей под эгидой ЮНЕСКО.
Автор более 190 научных трудов, включая два учебных пособия и четыре мультимедийных электронных учебника, один патент на изобретение.

## Награды
- Почётный работник высшего профессионального образования Российской Федерации

## Научные труды

### Монографии
- Чирцов А. С. Физическое объектно-ориентированное моделирование в курсах механики. — Саарбрюкен: LAP LAMBERT Academic Publishing, 2015. — 148 c.
- Микушев В. М., Чайковская О. Н., Чирцов А. С. Использование физического объектно-ориентированного моделирования в МООС по механике / Нац. исслед. Том. гос. ун-т. — Томск : Издательство НТЛ, 2015. — 34 с.: цв. ил.

### Учебные пособия
- Чирцов А. С. Готовимся к экзамену по физике. Электричество. СПб.: Издательство СПбГУ, изд. Учебн. книга. 1998. — 64 с.
- Манида С. Н., Чирцов А. С. Готовимся к экзамену по физике. Физика колебаний. Оптика. СПб.: Издательство СПбГУ, изд. Учебная книга. 1998. — 64 с.
- Чирцов А. С. "Классическое естествознание" – интерактивный задачник по естествознанию. СПб.: Изд-во Центра Профессионального обновления "Информатизация образования", 2000. — 32 с. Сер. "Компьютерные инструменты в школьном образовании"
- Чирцов А. С. Физика: модель, эксперимент, реальность: в 8т. Т.1: Гравитация: развитие взглядов от И. Ньютона до А. Эйнштейна. СПб.: Издательство СПбГУ, 2001. ISBN 5-288-02895-8 (Т.1) ISBN 5-288-02896-6.
- Чирцов А. С. Концепции современного естествознания. СПб.: "Бельведер", 2002. — 280 с. ISBN 5-9259-0028-6
- Чирцов А. С. Задачи Санкт-Петербургской городской олимпиады школьников по физике 1999-2003 годов. Условия, пояснения, решения. Методическое пособие. — СПб.: РГПУ им. Герцена, СПбГУ, 2003. — 129 с. ISBN 5-88494-063-7 тир. 500 экз.
- Чирцов А. С. Электромагнитные взаимодействия: Классическая электродинамика. — СПб.: Издательство СПбГУ, 2005. — 370 с. ISBN 5-288-04090-7
- Чирцов А. С. Пособие для подготовки к государственному экзамену по физике. — СПб.: Соло, 2007. — 73 с. (Приоритетный национальный проект «Образование». Проект "Инновационная образовательная среда в классическом университете" / Санкт-Петербургский гос. ун-т) ISBN 979-5-98340-177-7
- Чирцов А. С. Методическое пособие по курсу "Атомная и молекулярная спектроскопия": для студентов 4-го курса бакалавриата по направлению "Прикладные математика и физика" (модуль "Оптическая информатика"). — СПб.: Соло, 2007. — 98 с. (Приоритетный национальный проект «Образование». Проект "Инновационная образовательная среда в классическом университете". Пилотный проект № 22 "Разработка и внедрение инновационной образовательной программы "Прикладные математика и физика)" ISBN 978-5-98340-178-5

### Статьи
на русском языке
- Гордеев С. В., Чирцов А. С. Столкновительные переходы между различающимися по спину высоковозбужденными уровнями атомов второй группы. // Вестник Санкт-Петербургского университета. Сер. Физика. 1991. Вып. 1. С. 146—149.
- Гордеев С. В., Чирцов А. С. Исследование переходов между 4*D и 43D уровнями гелия при электронном ударе в условиях газоразрядной плазмы. // Вестник Санкт-Петербургского университета. Сер. Физика. 1992. Вып. 2. № 11. С. 35—38.
- Гордеев С. В., Чирцов А. С., Источники оптической накачки на основе импульсных плазменных лазеров на парах атомов металлов второй группы. // Physical Review. 1995, n.: 12, P. 61-62, 01 January 1995, RU.
- Чирцов А. С. Многоцелевой компьютерный учебник по фундаментальному курсу физики. Раздел: “Движение частиц в однородных силовых полях”. // Вестник Санкт-Петербургского университета. Сер. Физика, Химия. 1997. Вып. 1. № 4. С. 103—106.
- Абутин М. В., Колинько К. П., Никольский Д. Ю., Чирцов А. С. Использование возможностей мультимедиа и Интернет для компьютерной поддержки преподавания физики. Мультимедиа конспект лекций "Гравитация: развитие взглядов от И.Ньютона до А.Эйнштейна"// Вестник Санкт-Петербургского университета. Сер. Физика, Химия. 2002. Вып. 3. № 20. С. 40—50.
- Абутин М. В., Колинько К. П., Никольский Д. Ю., Чирцов А. С. Серия электронных сборников «Физика: модель, эксперимент, реальность». Использование возможностей мультимедиа и информационных технологий для поддержки преподавания электродинамики. // Вестник Санкт-Петербургского университета. Сер. Физика, Химия. 2005. Вып. 2. С. 123—133.
- Абутин М. В., Колинько К. П., Чирцов А. С. Серия электронных сборников «Физика: модель, эксперимент, реальность». Использование возможностей мультимедиа и информационных технологий для поддержки преподавания курса оптики. // Вестник Санкт-Петербургского университета. Сер. Физика, Химия. 2006. Вып. 2. С. 104—110.
- Богданов Е. А., Капустин К. Д., Кудрявцев А. А., Чирцов А. С. Сопоставление различных вариантов гидродинамического (fluid) моделирования продольной структуры микроразряда атмосферного давления в гелии // Журнал технической физики. 2010. Т. 80. Вып. 10. С. 41—53.
- Богданов Е. А., Кудрявцев А. А., Чирцов А. С. Переход к затрудненному разряду и резкому изменению вольт-амперной характеристики при нагреве газа в коротком (без положительного столба) тлеющем разряде высокого давления. // Журнал технической физики. 2011. Т. 81. Вып. 1. С. 59—64.
- Гуцев С. А., Косых Н. Б., Чирцов А. С. Влияние ионного тока на определение температуры и концентрации электронов зондовым методом // Письма ЖТФ. 2012. Т. 38. Вып. 3. С. 54—59.
- Марек В. П., Чирцов А. С. Варианты использования компьютерных технологий для интенсификации практикумов и приближения учебных работ к научным исследованиям. // Информатика и образование. 2013. № 9. С. 22—35.
- Чирцов А.С. Использование компьютерного моделирования для организации активного изучения студентами курса физики. Вестник Псковского государственного университета. Серия: Естественные и физико-математические науки. 2015. № 8. С. 127-132.
- Брувелис М., Цининьш А., Лэйтис А., Ефимов Д.К., Безуглов Н.Н., Чирцов А.С., Фузо Ф., Экерс А. Особенности оптической накачки при возбуждении циклических переходов атомов Na и Cs в ультрамедленных холодных пучках. // Оптика и спектроскопия. 2015. Т. 119. № 6. С. 1038-1049.
- Чирцов А. С., Никольский Д. Ю., Брильянтов В. А., Ванькович И. В. Использование физического объектно-ориентированного моделирования для развития индивидуализированного обучения и организации мини-исследований в курсах механики // Научно-технический вестник информационных технологий, механики и оптики. 2017. Т. 17. № 2. С. 201–214. doi:10.17586/2226-1494-2017-17-2-201-214

на других языках
- Bogdanov E. A., Chirtsov A. S., Kudryavtsev A. A. Fundamental non-ambipolarity of electron fluxes in 2D plasmas. // Physical Review Letters. 106.195001, 2011.
- Bruvelis, M., Cinins, A., Leitis, A., Efimov, D. K., Bezuglov, N. N., Chirtsov, A. S., ... Ekers, A. Particularities of Optical Pumping Effects in Cold and Ultra-Slow Beams of Na and Cs in the Case of Cyclic Transitions. // Optics and Spectroscopy. 2015. 119(6). doi:10.1134/S0030400X1512005X
- Bogdanov E. A., Kudryavtsev A. A., Ochikova Z. S., Chirtsov A. S. Violation of the boltzmann distribution for plasma electron number density in two-chamber inductively coupled plasma discharges. // Technical Physics. 2015. Vol. 60. No. 10. pp. 1570–1573.
- Chirtsov A. S., Demidova M. V., Kurlyandskaya I. P. Comment on “Use of dc Ar microdischarge with nonlocal plasma for identification of metal samples” [J. Appl. Phys., 117, 133303 (2015)]. // Journal of Applied Physics. 2016. Vol. 119. No. 13. pp. 136101.
- Sukhomlinov V.S., Mustafaev A.S., Chirtsov A.S. The evolution of the vortex in the gas discharge plasma taking into account the compressibility of the gas. Journal of Applied Physics. 2016. Vol. 120. No. 11. pp.
- Arefieff K. N., Bezuglov N. N., Dimitrijevic M. S., Klyucharev A. N., Mihajlov A. A., Sreckovic V. A., Chirtsov A. S. On the anomalous low spontaneous emission rates for p-series of sodium due to the effect of natural forster resonance. // Astronomical and Astrophysical Transactions. 2018. Vol. 30. No. 3. pp. 299–306.
- Sychov S. V., Chirtsov A. S. Towards developing the Unified Bank of learning objects for Electronic Educational Environment and its Protection. // CEUR Workshop Proceedings. 2018. Vol. 2256. pp. 6.
- Chirtsov A. S., Sychov S. V., Mikushev V. Training Software Apparatus for a Plasma Physics Course. // Proceedings of the 2nd World Conference on Smart Trends in Systems, Security and Sustainability, WorldS4 2018. 2018. pp. 292–296.
- Chirtsov A.S., Sychov S.V., Mylnikov A. Automated Development of Physics Educational Content for Mass Individualized Education. // Advances in Intelligent Systems and Computing. 2018. Vol. 725. pp. 542–549.